# Vidro aramado

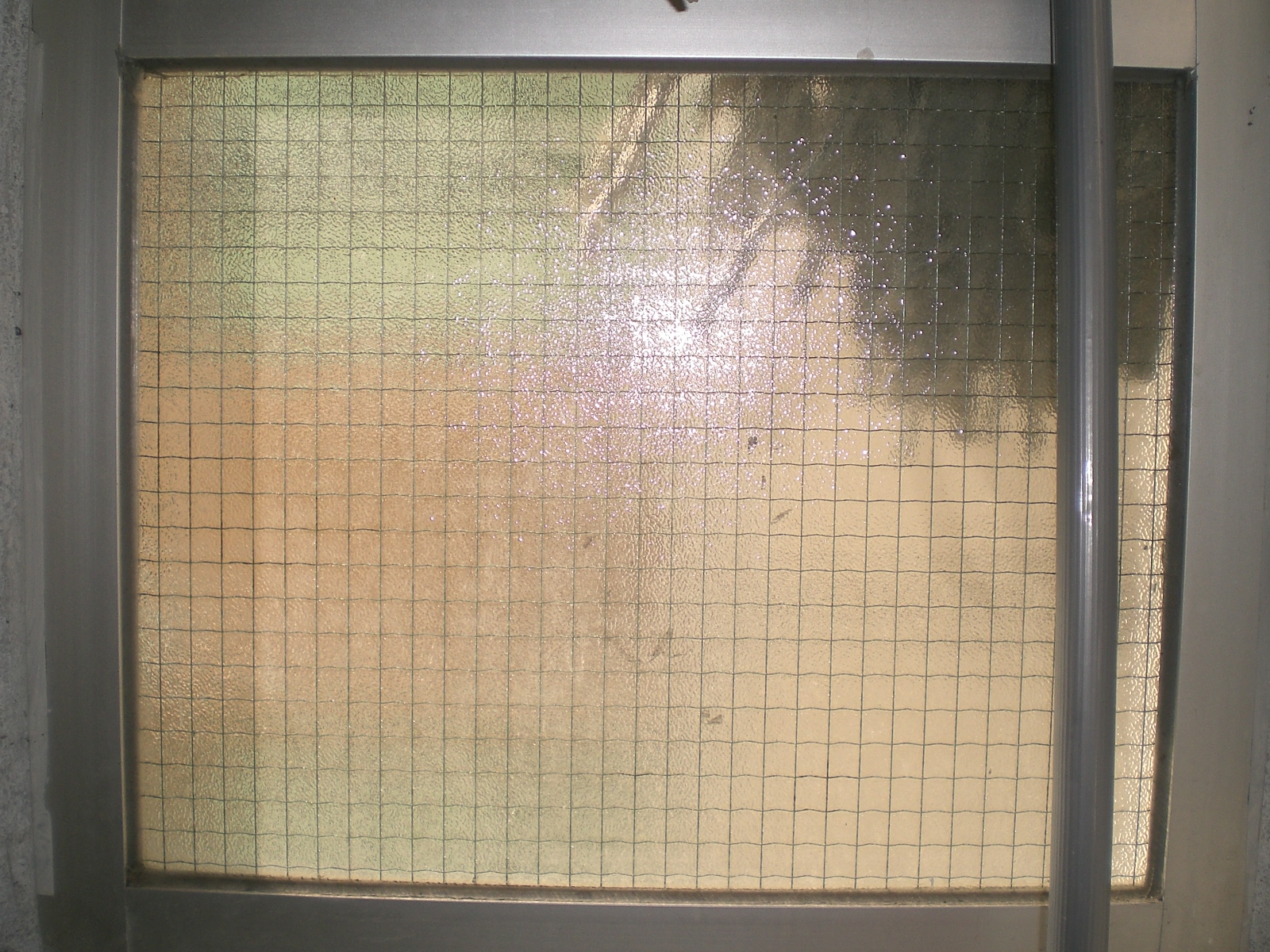
Janela com vidro aramado.

Vidro aramado é um tipo de vidro fabricado com uma tela de arame embebida, com a finalidade de aumentar sua resistência e conceder maior segurança para seus usuários.[carece de fontes?]